# Max Schuster
Max Schuster (* 2. Juli 1938 in Stadtbergen) ist ein deutscher Unternehmer, der die Therapie und Nachsorge für Menschen mit schwersten Hirnschädigungen in Deutschland etablierte. Auf ihn geht die Gründung des Therapiezentrums für Schädel-Hirnverletzte in Burgau im Landkreis Günzburg und des Nachsorgezentrums Augsburg zurück. Die Einrichtungen schaffen durch ihre Behandlungsmethoden die Grundlage dafür, dass Patienten – entgegen der früheren Auffassung – nach mehrwöchigem Koma rehabilitiert werden können und dass die geschädigten Menschen ein möglichst eigenständiges Leben führen können. Das Modell Burgau bildete die Initialzündung für eine flächendeckende Versorgung im Freistaat Bayern und später bundesweit.
Max Schuster erhielt als Anerkennung für sein soziales Engagement und die unternehmerischen Leistungen zahlreiche Auszeichnungen.

## Berufsweg
Nach Gesellenprüfung und Studium (FH-Diplom Heizung-Klima-Gas-Wasser) stieg Max Schuster 1961 in den elterlichen Betrieb ein. 1963 folgte die Meisterprüfung als Kältemechaniker. 1966 gründete er die „Max Schuster KG“ und schließlich die Max Schuster Wärme Kälte Klima GmbH & Co. KG, ein Unternehmen für Lüftungs- und Klimaanlagen. 2001 verkaufte Max Schuster das Unternehmen – mangels Nachfolger innerhalb der Familie – an die Indus Holding AG, Bergisch Gladbach. Seither ist Max Schuster Alleingesellschafter und Geschäftsführer der Schuster Immobilien GmbH & Co. KG in Neusäß. Im Mittelpunkt stehen die Verwaltung und Vermietung der ehemaligen Betriebsimmobilien in Stadtbergen und Neusäß.

## Familie
Max Schuster ist verheiratet und hat drei erwachsene Töchter. Seine Tochter Evi erlitt bei einem Unfall mit dem Motorroller am 19. September 1987 ein schweres Schädel-Hirn-Trauma. Sie wurde fast drei Jahre lang von der Familie mitbetreut, lag Monate im Koma und wurde von den Ärzten aufgegeben. Schuster fand Hilfe in der Schweiz, wo es im Gegensatz zu Deutschland Ende der 1980er Jahre bereits gezielte Rehabilitationskonzepte für Menschen mit schweren Hirnschäden gab. Seine Tochter kann heute relativ selbständig in einer betreuten Wohngruppe leben.

## Lebenswerk
Die Genesung seiner Tochter zeigte Max Schuster, wie erfolgreich hirngeschädigte Menschen mit einer geeigneten Therapie in das Leben zurückgeholt werden können. Diese Erkenntnis spornte ihn an, die zwischenzeitlich erworbenen therapeutischen Kenntnisse und sein unternehmerisches Know-how dafür zu nutzen, auch in Deutschland qualifizierte Einrichtungen aufzubauen: zunächst ein Therapiezentrum und danach Nachsorgezentren für Patienten mit Hirnschädigungen. Er gründete eine gemeinnützige Gesellschaft und begann 1989, das Therapiezentrum in Burgau zu betreiben. Er sicherte die Finanzierung mit Eigenmitteln und Spenden. Mit der Aufnahme des Therapiezentrums in den bayerischen Krankenhausplan flossen zusätzlich staatliche Mittel, die für den Ausbau der Klinik verwendet wurden. 2004 übertrug Max Schuster seine Anteile an die von ihm gegründete gemeinnützige „Max Schuster-Stiftung“ für Behinderte. Auch das Nachsorgezentrum Augsburg geht auf seinen Einsatz zurück.

### Therapiezentrum Burgau
Das Therapiezentrum Burgau ist eine Fachklinik für die intensive Frühbehandlung von schwer schädel-hirn-verletzten Patienten und Koma-Patienten. Patienten mit Schädel-Hirn-Trauma, Schlaganfälle und Hirnblutungen etc. machen einen großen Teil der Krankenfälle aus. Das Therapiezentrum gilt als Akutkrankenhaus und Rehabilitationsklinik und verfügt über 111 Betten und 484 Mitarbeiter mit Schulungszentrum (Stand 2015). Der Träger ist die Gemeinnützige Gesellschaft zur neurologischen Rehabilitation nach erworbenen cerebralen Schäden mbH. Die bisherigen Gesellschafter waren die Max Schuster Stiftung zu 71 Prozent, der Bezirk Schwaben vier Prozent, der Landkreis Günzburg fünf Prozent und die Gemeinde Gundremmingen 20 Prozent.
Alle Gesellschafter haben ihre Anteile zum 1. Januar 2018 auf die gemeinnützigen Bezirkskliniken Schwaben übertragen, die nunmehr Alleingesellschafter ist. Das Therapiezentrum wurde 2012 mit dem Sonderpreis des Bayerischen Gründerpreises ausgezeichnet.

### Nachsorgezentrum Augsburg
Das Nachsorgezentrum in Augsburg nimmt sich den hirngeschädigten Menschen an, die nach der Therapie eine weitere Behandlung bzw. Betreuung benötigen, und wurde 1997 aufgebaut. Das Konzept ermöglicht es den Patienten, mit der Hilfe eines Betreuerteams in Wohngruppen alltagsnah zu leben. Zuvor stand hier bis zur Schließung im Dezember 1990 die Urologische Klinik Augsburg. Träger der Einrichtung mit 62 Wohnplätzen und 94 Mitarbeitern (Stand 2015) waren die Gemeinnützige Gesellschaft zur nachklinischen Versorgung von Hirngeschädigten mbH. Gesellschafter waren der Bezirk Schwaben (30 Prozent) und die Max Schuster Stiftung für Behinderte (70 Prozent). Max Schuster fungierte von 1996 bis 2014 als ehrenamtlicher Geschäftsführer und war bis ins Jahr 2020 mit seiner gemeinnützigen Stiftung Hauptgesellschafter.
Die Gesellschafter haben ihre Anteile zum 1. Januar 2021 auf die gemeinnützigen Bezirkskliniken Schwaben übertragen, die nunmehr Alleingesellschafter ist.

### Max Schuster Stiftung für Behinderte
2003 gründete Schuster die gemeinnützige Stiftung für Behinderte. Zweck der Stiftung ist die Förderung der öffentlichen Gesundheitsversorgung körperlich beeinträchtigter oder in Not befindlicher Erwachsener, Kinder und Jugendlicher. Das Stiftungskapital finanzierte er aus Eigenmitteln. 2004 übertrug er seine Gesellschaftsanteile am Therapiezentrum Burgau und am Nachsorgezentrum Augsburg auf die Stiftung. Max Schuster ist Stiftungsvorstandsvorsitzender.

## Auszeichnungen
- 1991: Bayerische Staatsmedaille für soziale Verdienste
- 1994: Bundesverdienstkreuz am Bande[1]
- 1997: Bayerischer Verdienstorden
- 1999: Goldene Ehrennadel Deutsche Gesellschaft für Unfallchirurgie, Berlin, Laudatio Hannelore Kohl
- 2001: Bundesverdienstkreuz 1. Klasse
- 2008: Goldener Ehrenring der Stadt Stadtbergen
- 2008: Silberdistel Augsburger Allgemeine
- 2012: Bayerischer Gründerpreis Kategorie Lebenswerk[10]
- 2013: Verdienstmedaille des Landkreises Günzburg
- 2018: Bezirksmedaille des Bezirks Schwaben[11]

## Filmdokumentation
Der Spielfilm Mein Kind muss leben (1998) schildert die Ereignisse, die der Familie Schuster durch den Unfall von Tochter Evi widerfahren sind, und den Kampf des Vaters Max Schuster um das Wohl seiner Tochter. Der Spielfilm ist eine Tatsachenschilderung der Krankengeschichte. Er wurde vom Südwestfunk gedreht und mehrfach im deutschen Fernsehen (arte, ARD) und über verschiedene ausländische Sender ausgestrahlt.
Alle Personen wurden von Schauspielern dargestellt. Die Hauptrolle übernahm Heinz Hoenig als Max Schuster, in weiteren Rollen Margarita Broich, Barbara Herschbach, Jürgen Hentsch (nominiert Deutscher Fernsehpreis 1999 als bester Schauspieler Nebenrolle) und Stefan Kurt. Regie führte Diethard Klante, 1997 Dreharbeiten in der Klinik Valens (Schweiz), 1998 Fertigstellung des Films.